# 山泉城址
山泉城址，位于中国吉林省榆树市恩育乡新胜村，为一个省级文物保护单位，类型为古遗址，公布时间为2007年5月31日。该文物保护单位由榆树市博物馆管理。
山泉城址的历史年代为辽金。